# Печера Плавців
Печера Плавців — печера в Єгипті з наскельним живописом епохи неоліту. Знаходиться в Лівійській пустелі, на території єгипетської мухафази Нова Долина, поблизу кордону з Лівією.

## Опис
Вік петрогліфів печери оцінюється приблизно в 10 000 років. Вони зображують плаваючих людей (через це печера і отримала свою назву).

## Історія
Печеру і її наскельні малюнки було виявлено в жовтні 1933 р. угорським дослідником Ласло Алмаші.
Алмаші присвятив Печері плавців главу у своїй книзі «Az ismeretlen Szahara» (англ. The Unknown Sahara), вперше опублікованій в 1934 р. в Будапешті. У ній дослідник дійшов висновку, що раніше клімат в Сахарі був набагато сприятливіший, ніж зараз, і на її території були водойми і могли жити люди.
Печера Плавців згадується в романі Майкла Ондатже Англійський пацієнт (англ. The English Patient), а також в адаптованому фільмі на його основі.